# Pheidole sagana
Pheidole sagana är en myrart som beskrevs av Wheeler 1934. Pheidole sagana ingår i släktet Pheidole och familjen myror. Inga underarter finns listade i Catalogue of Life.